# Allocinopus wardi
Allocinopus wardi – gatunek chrząszcza z rodziny biegaczowatych i podrodziny Harpalinae.

## Taksonomia
Gatunek opisali w 2005 roku André Larochelle oraz Marie-Claude Larvière. Holotypem jest pozbawiony głowy okaz samca. Nazwa została nadana na cześć Johna Warda.

## Opis
Ciało bez głowy długości 5 mm, nieco wypukłe, brązowawe z bokami przedplecza i pokryw rudobrązowymi, ogólnie gładkie i bezwłose. Mikrorzeźba silna, silnie poprzeczna z mikroliniami zarówno na przedpleczu jak i na pokrywach. 
Przedplecze sercowate, najszersze przed środkiem, o silnie zafalowanych bokach silnie zbiegających się ku prostej, nieco węższej niż pokrywy nasadzie. Wierzchołek przedplecza wklęśnięty, a boczne zagłębienia rozszerzone ku tyłowi. Przednie kąty ostre, a tylne prawie wielokątne. Dołki przypodstawowe głębokie, wąskie i bardzo długie. Przednio-boczne uszczecinione punkty stykające się z obrzeżeniem bocznym. Punktowanie przedplecza słabo rozwinięte. Episternity zatułowia dłuższe niż szerokie. Pokrywy najszersze około połowy długości, o ramionach kanciastych i bez ząbka, przedwierzchołkowym zafalowaniu nieobecnym, rządkach przytarczkowych obecnych, międzyrzędach niepunktowanych i płaskich, ale uwypuklających się wierzchołkowo, a międzyrzędzie 3 pozbawionym uszczecinionych punktów za połową długości. Edeagus w widoku bocznym silnie łukowaty, o wierzchołku stępionym, falistym i nieco brzusznie odgiętym, a w widoku grzbietowym asymetryczny o ostium odgiętym w prawo, z dyskiem wierzchołkowym zaokrąglenie trójkątnym, a wewnętrznej torebce uzbrojonej.

## Biologia i ekologia
Zamieszkuje rejony nizinne. Występuje w wilgotnych lasach, wzdłuż strumieni. Jedyny okaz znaleziony martwy pod kamieniem.

## Występowanie
Gatunek ten jest endemitem Nowej Zelandii. Znany wyłącznie z Wyspy Północnej.